# Constance de Bretagne
Ne doit pas être confondu avec Constance de Normandie, qui fut aussi duchesse de Bretagne
Ne doit pas être confondu avec sa tante Constance de Penthièvre, qui fut vicomtesse consort de Rohan
Constance (née vers 1161 et morte en septembre 1201 à Nantes), fille du duc de Bretagne Conan IV et de Marguerite d'Écosse, duchesse de Bretagne de 1166 à sa mort en 1201, et comtesse de Richmond de 1171 à 1201.

## Biographie
Fille du duc Conan IV et de Marguerite d'Ecosse, elle eut au moins un frère, Guillaume, qui fut tonsuré à l’instigation du roi d’Angleterre Henri II Plantagenêt pour faire de Constance l'héritière de Bretagne et se débarrasser d’un prétendant possible.
En 1166, son père est contraint par Henri II d’abdiquer pour que devienne duchesse de Bretagne cette fillette de 5 ans. Conan IV, étant à la merci d’Henri II, ne conserva que le comté de Guingamp, qu'il confisqua à son oncle Henri de Trégor et le comté de Richemont en Angleterre. Il ne gêna plus personne. Le pouvoir passa ainsi entièrement dans les mains du roi Henri II d'Angleterre qui la fiança à son troisième fils Geoffroy dès le 31 juillet 1166. Il voulait ainsi achever sa  domination sur un pays enclavé dans ses autres possessions (Anjou, Poitou, Maine, Normandie, Angleterre, Aquitaine…) et nécessaire à ses communications et à sa stratégie. Constance fut emmenée à la cour d'Angleterre et y passa son enfance.
En 1181 elle épousa comme prévu Geoffroy Plantagenêt qui fut proclamé duc de Bretagne du chef de sa femme, et qui, ultérieurement, disputa à son père l’autorité sur la Bretagne comme sur les terres de sa mère Aliénor d’Aquitaine. Rebellé contre son père il trouva naturellement assistance chez le roi de France Philippe-Auguste mais mourut prématurément à la suite de blessures reçues au cours d’un tournoi organisé le 19 août 1186 à Paris. Constance en avait eu trois enfants, Azenor/Aliénor/Eleonor (nommée en hommage à sa grand-mère Aliénor d’Aquitaine), Mathilde (nommée en hommage à son arrière grand-mère Mathilde l’Emperesse) et Arthur. Ce dernier prénom est remarquable. Absent du stock onomastique des ducs de Bretagne mais porté au pinacle par les romans nouvellement composés de Wace et Chrétien de Troyes, le prénom "Arthur" que Constance choisit pour son héritier révèle une prise de position personnelle et un programme de prise d’indépendance que ne pouvait tolérer Henri II.
Désormais veuve, Constance exerça le pouvoir en Bretagne hors du contrôle des Plantagenêt. Pour la réduire à la raison, Henri II la contraignit à nouveau à épouser un de ses barons et homme de main les plus fidèles, le comte de Chester et vicomte d’Avranches Ranulph de Blondeville le 3 février 1188 ou 1189. Ce mari aux ordres du roi Henri use un temps du titre de duc de Bretagne mais ne fut reconnu comme tel ni par sa femme ni par les grands de Bretagne et sa tentative pour s’imposer fit long feu. Il reçut par contre l’honneur de Richemont (Richmond).
En mai 1189, la duchesse Constance assista à un office à l’abbaye Saint-Gildas de Rhuys et donna une charte à l’abbaye bénédictine, avec une donation pour le salut des âmes de son père, de son premier mari et de sa fille Mathilde, très probablement décédée à cette date. Mais les lacunes historiques restent nombreuses, du fait de la destruction ou dispersion des archives de l’abbaye pendant la Guerre de Cent Ans.
En 1191, par un traité signé en Sicile avec le roi de France Philippe-Auguste et le roi de Sicile Tancrède, le roi d’Angleterre Richard Cœur-de-Lion qui n’avait pas de descendance et était en route pour la croisade, reconnut pour héritier son neveu Arthur, alors âgé de 4 ans. La corbeille de l’empire des Plantagenêt est plutôt fournie et comprend, outre l’Angleterre, la Normandie, le Maine, l’Anjou, la Touraine, le Poitou, et une Aquitaine qui s’étend alors jusqu’à l'Auvergne. La mère d’Arthur peut se réjouir, Jean-sans-terre fait la grimace. Le traité prévoit encore que le roi Tancrède marierait une de ses filles à Arthur quand il serait majeur.
En 1196, Constance fait reconnaître son fils Arthur, seulement âgé de neuf ans, comme duc par une assemblée générale de l’aristocratie bretonne. En réaction à cet événement qui contrecarrait ses desseins, Richard Cœur-de-Lion exigea que Constance lui livrât Arthur. Richard aurait ainsi peut former son propre héritier et prendre par la même occasion prendre une nouvelle option sur la Bretagne. Devant le refus de Constance, car Richard retenait déjà sa fille aînée Aliénor, et pour rétablir le contrôle Plantagenêt sur le Bretagne, il la convoqua à Bayeux et la fait enlever sur le chemin par son propre mari lors de son passage à Pontorson. Elle est gardée prisonnière par son gentil mari dans le château de celui-ci à St-James en Beuvron ou à Teillay. Devant le tollé soulevé par ce rapt, Arthur est envoyé au château de Brest chez les seigneurs de Léon pour sa sûreté (et plus tard en France chez Philippe-Auguste) et les barons et les prélats bretons demandent la libération de Constance. Richard y consent contre la livraison d’otages issus des plus grandes maisons bretonnes et une fois ceux-ci parvenus dans ses mains garde tout le monde en prison. La rébellion enfle en conséquence et Richard qui devait se concentrer sur sa guerre contre Philippe-Auguste, relâche sa belle-sœur et les otages bretons en 1198, contre promesse de lui être fidèle. Cette promesse extorquée n'est pas tenue selon les actes conservés de la duchesse Constance.
Peu de temps après la mort de Richard, elle fait casser son mariage avec l’indigne Ranulph et se remarie en 1199 avec Guy de Thouars. Mais l’annulation de ce mariage forcé a un coût exorbitant :
Le 1er juin 1199 le pape Innocent III tranche le procès séculaire qui oppose les archevêques de Tours et de Dol pour la prééminence sur les diocèses bretons. Sous la pression de Philippe-Auguste, ce pape tranche en faveur de la métropole de Tours et prive définitivement l’archevêque de Dol de son titre et de son pallium, faisant de lui comme de tous les autres évêques de Bretagne le suffragant de l’archevêque de Tours. Constance, en désaccord avec cette décision qui décapitait l’église bretonne au profit d’un archevêque mouvant du royaume France et donnait à Philippe Auguste un avantage majeur, protesta et fut excommuniée.
Constance, s’écarta peu à peu de la politique et mourut à Nantes  le 3 ou le 4 septembre 1201. Les causes de sa mort font débat : selon la Chronique de Tours, elle serait morte de la lèpre, mais cette théorie est peu probable,. Il est possible qu’elle soit morte peu après avoir mis au monde des jumelles.
Le 24 novembre 1225, Constance est inhumée à l’Abbaye de Villeneuve, située aux Sorinières, au sud de Nantes, dont elle avait ordonné la fondation l’année de sa mort.
La duchesse, outre le vieux sanctuaire familial de Sainte-Croix de Quimperlé, était aussi une bienfaitrice des abbayes cisterciennes de Notre-Dame de Bon-Repos et de Notre-Dame de Carnoët.

## Unions et descendance
De son premier mariage avec Geoffroy Plantagenêt en 1181, Constance a trois enfants :
- Aliénor (ou Éléonore), née entre 1182 et 1184[13], qui sera gardée prisonnière par Jean sans Terre, puis par Henri III, de 1202 jusqu’au 10 août 1241, date de sa mort à Bristol ;
- Mathilde[13], née vers 1185 et décédée avant mai 1189[note 5],[14],[15] ;
- Arthur, né en 1187, qui succédera à sa mère.

En 1188 ou 1189, Constance est mariée à Ranulph de Blondeville, comte de Chester, vicomte d’Avranches et de Bayeux. La séparation de corps et de bien a lieu en 1198.
La duchesse épouse, en troisièmes noces en 1199, Guy de Thouars. De cette union naissent deux ou trois filles, :
- Alix de Thouars (Alice, Aziliz ou Aelis) (1200-1221), future épouse de Pierre Mauclerc, qui succède à son demi-frère Arthur ;
- Catherine (1201-1237/40), mariée avec André III, baron de Vitré ;
- Marguerite[note 6],[18],[19],[20],[21],[note 7],[22],[23],[1],[note 8] (1201-1216/1220), première épouse de Geoffroy Ier, vicomte de Rohan[24],[18],[20].

## Guillaume, frère de Constance
Étant une femme, Constance n’aurait pas pu hériter à la mort de son père si elle avait un frère. Un acte de Marguerite, la mère de Constance, semble indiquer que Conan et elle avait eu plus d’un enfant,.
Toutefois, deux actes faits par Constance et son fils Arthur vers 1200 mentionnent un frère de Constance, Guillaume « clericus ». En tant que garçon, Guillaume aurait logiquement dû hériter du duché après Conan. D’après Judith Everard, le fait que Henri II ait forcé le père de Constance à abdiquer en 1166 avait pour but d’empêcher tout fils du duc d’hériter du duché,,. Selon Léa Chaillou, Guillaume pourrait d'ailleurs être un fils cadet de Conan et Marguerite, ce qui expliquerait qu'il porte un nom issu de sa famille maternelle. Le fils aîné pourrait dans ce cas s'être appelé Conan ou Alain.

## Postérité

### Dans la littérature
Constance de Bretagne apparaît dans plusieurs œuvres, parmi lesquelles :
- The Troublesome Reign of King John (v.1589) tragédie anonyme ;
- La Vie et la Mort du Roi Jean (1593-1596) tragédie de William Shakespeare ;
- Jean sans Terre ou la mort d’Arthur (1791) de Jean-François Ducis ;
- King John (1800) de Richard Valpy ;
- La Mort d’Arthur de Bretagne (1826) poème d’Alexis Fossé ;
- Prince of Darkness (2005), Devil’s Brood (2008), Lionheart (2011) et A King’s Ransom (2014) romans de Sharon Kay Penman (en).

Constance est aussi mentionnée dans le poème Le petit Arthur de Bretagne à la tour de Rouen (1822) de Marceline Desbordes-Valmore, le drame Arthur de Bretagne (1885) de Louis Tiercelin et les romans Le Loup blanc (1843) de Paul Féval, Le Poids d’une couronne (légende bretonne) (1867-1868) de Gabrielle d’Étampes, le deuxième volume de la trilogie Le Château des Poulfenc (2009) de Brigitte Coppin et, avec ses filles Mathilde, Alix et Catherine ainsi que son mari Guy de Thouars, dans le roman Dans l’Ombre du Passé (2020) de Léa Chaillou.

### Au théâtre et à la télévision
Constance a été interprétée par Julia Neilson dans le court-métrage muet King John (1899), qui met en scène la mort de Jean à la fin de la pièce de Shakespeare, Sonia Dresdel dans la version du BBC Sunday Night Theatre (1952) et Claire Bloom dans la version BBC Shakespeare (1984).
Dans la série Robin des Bois, elle apparaît dans cinq épisodes et est interprétée par Dorothy Alison (première et deuxième saisons), Pamela Alan (troisième saison) et Patricia Marmont (quatrième saison). Elle a aussi été interprétée par Paula Williams (Constance enfant) et Nina Francis (Constance adulte) dans la série télévisée dramatique de la BBC The Devil's Crown (1978).